# Lewis Spence

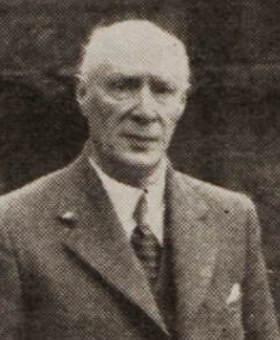
Lewis Spence (1948)

James Lewis Thomas Chalmbers Spence (ur. 25 listopada 1874, zm. 3 marca 1955) – szkocki dziennikarz i folklorysta, popularyzator pseudohistorycznych teorii o zaginionych prehistorycznych cywilizacjach.

## Życiorys
Pracował jako redaktor w tygodniku „The Scotsman”. Zwolennik separatyzmu szkockiego, był jednym z założycieli Szkockiej Partii Narodowej. W 1951 roku wybrany wiceprzewodniczącym Scottish Anthropological and Folklore Society. Interesował się okultyzmem, w 1920 roku opublikował poświęcone temu zagadnieniu kompendium Encyclopaedia of Occultism. Pisał także wiersze inspirowane szkocką mitologią i folklorem. Zbiór jego poezji ukazał się drukiem w 1953 roku.
Przez wiele lat zajmował się popularyzacją teorii pseudonaukowych, dowodził historyczności Atlantydy oraz Lemurii. Uważał, iż pod koniec paleolitu kontynent europejski został zasiedlony przez Atlantów. Kromaniończycy oraz ludność kultury solutrejskiej mieli w jego ujęciu być imigrantami z zatopionego kontynentu. Poświęcił tym zagadnieniom kilka książek, m.in. The Problem of Atlantis (1924), Atlantis in America (1925), The History of Atlantis (1926). Hipotezy pseudohistoryczne łączył z teoriami historiozoficznymi, dowodząc iż współczesna cywilizacja europejska zdąża ku upadkowi, podobnie jak starożytna Atlantyda. Za przykład degeneracji Europy uważał hitlerowskie Niemcy, zaś nazistom zarzucał satanistyczne inspiracje.